# داروسازی فاران شیمی
داروسازی فاران شیمی (به انگلیسی: Faran Chemi Pharmaceuticals) در سال ۱۳۸۱ با ماهیت تعاونی تولیدی در زمینی با مساحتی حدود ۱۷۰۰۰ متر مربع در شهرک صنعتی تویسرکان تأسیس گردید. این شرکت کار خود را با تولید اسید سالیسیلیک آغاز و در سال ۱۳۸۶ به گروه صنعتی گلرنگ پیوست.
شرکت فاران علاوه بر خط تولید محلول همودیالیز، از بهمن ماه سال ۹۱ مبادرت به احداث خط تولید انواع جامدات (قرص) به ظرفیت صدوپنجاه میلیون قرص در سال نمود.
این داروسازی ماده اولیه بوپرنورفین هیدروکلراید را در ایران تولید می‌کند. قرص بوپرنورفین به عنوان جایگزین قرص متادون مورد استفاده قرار می‌گیرد. این شرکت دانش بنیان در زمینه توسعه محصولات مرتبط با ترک مواد مخدر نیز فعال می‌باشد.
این شرکت در حال حاضر دارای ۵۹ داروی ژنریک می‌باشد در زمینه‌های (دیابت، دیالیز و همچنین محصولات مربوط به متادن و مکمل‌های داروهای و غذایی)
این داروسازی یک شرکت بورسی می‌باشد.